# Skoda 100 mm Modèle 1916
Pour les articles homonymes, voir Canon de 100 mm.
Le Skoda 100 mm modèle 1916 était un obusier de montagne utilisé par l'Autriche-Hongrie pendant la Première Guerre mondiale. Les Turcs ont utilisé une variante de 105 mm, le 10,5 cm Gebirgshaubitze M. 16(T). La Wehrmacht renomma les obusiers provenant de l'armée autrichienne 10 cm GebH 16 ou 16(ö), ceux capturés aux italiens après l'Armistice de Cassibile 10 cm GebH 316(i) et ceux capturés aux tchèques 10 cm GebH 16(t). Les Italiens renommèrent les armes capturées Obice da 100/17 modello 16. L'arme pouvait être divisée en trois parties, destinées à être remorquées par deux charrettes à traction animale. L'équipage était protégé par un bouclier. Les italiens utilisaient des munitions plus légères que les tchèques, ce qui influe sur la portée maximale ainsi que la vélocité de leurs armes.